# Stara Zagora
För andra betydelser, se Stara Zagora (olika betydelser).
Stara Zagora (bulgariska: Стара Загора) är den sjätte största staden i Bulgarien. Den ligger i mellersta delen av landet, i kommunen Obsjtina Stara Zagora och regionen Stara Zagora, omkring 230 km från huvudstaden Sofia. Stara Zagora hade 134 726 invånare 2019. Staden är en viktig väg- och järnvägsknutpunkt med flygplats, samt områdets administrativa, industriella, jordbruks- och kulturella centrum, med universitet, operahus, galleri och flera forskningsinstitut. Staden kallas "poeternas och lindarnas stad". 

## Historia
På det nuvarande stadsområdet fanns redan under femte till fjärde århundradet före Kristus en thrakisk bosättning, som kallades Beroe. Då utvanns koppar och tenn i området och ett gynnsamt mikroklimat underlättade jordbruket. Romarna byggde upp orten till fästningen Augusta Trajana, en blomstrande stad. Den låg vid skärningspunkten för olika handelsvägar genom Centraleuropa, Mindre Asien och Romarriket. På den tiden bodde framförallt greker, romare och thraker i staden. De skapade storartade bad, kanaler och villor. Sedan 500-talet hette staden Vereja och senare efter den bysantinska kejsarinnan Irinopolis. På medeltiden kallade bulgarerna staden Boruj och Tjelesnik, turkarna Eski Hisar (gammal fästning) och Eski Zagra, varifrån det nuvarande namnet är avlett. Sedan 1871 har den sitt nutida namn. 
Under det Osmanska rikets tid var staden berömd för sina silkes-, läder- och kopparindustrier. Många moskéer uppfördes, däribland den stora Eski-moskén. Staden brändes ner flera gånger. Under rysk-turkiska kriget (1877–1878) stod stora slag i staden och den blev nästan helt förstörd av turkarna. Efter frigörelsen från osmanskt styre (1878) blev staden återuppbyggd och utvidgad med rätvinkligt ordnade gator.

## Kända personer från Stara Zagora
- Vasil Bozjinov, kompositör
- Vesselina Kasarova, sopransångerska
- Anna Tomova-Sintov, sopransångerska